# Universidad de la Cuenca del Plata
La Universidad de la Cuenca del Plata (estilizada como UCP) es una Universidad de gestión privada del Nordeste de Argentina, con sede en la ciudad de Corrientes a pocos metros de las orillas del río Paraná. Fue fundada el 23 de noviembre de 1993. Posee sedes en las ciudades de Goya, Paso de los Libres, Curuzú Cuatiá, Formosa, Posadas, Resistencia y Sáenz Peña.

## Historia
La Universidad de la Cuenca del Plata (UCP) nace en el año 1993 por impulso de la Fundación Jean Piaget (1992) cuyos antecedentes, como Instituto Jean Piaget, provenían de la educación primaria y secundaria desde 1982. En 1993 la UCP recibe la autorización provisoria para funcionar y a partir de 1994 inicia sus actividades con tres facultades – Ciencias Sociales, Ciencias Económicas e Ingeniería – y cuatro carreras de grado, Licenciatura en Psicología, Ingeniería en Alimentos con título intermedio de Técnico Universitario en Análisis de Alimentos, Licenciatura en Comercio Internacional con título intermedio de Analista Universitario en Comercio Internacional y Licenciatura en Administración con título intermedio de Analista Universitario en Administración de las Organizaciones.
A las carreras con las cuales la UCP dio inicio a sus actividades se les agregaron Abogacía y Contador Público con título intermedio de Analista Universitario Contable en 1997, Licenciatura en Publicidad y Licenciatura en Periodismo en 1999, Licenciatura en Ciencias de la Educación presencial y a distancia en 2004 y la carrera de Tasador, Martillero Público y Corredor en 2005.
La autorización definitiva, conseguida en 2006, representa un hito fundamental en la vida institucional de la UCP, la cual fue lograda luego de la realización de la primera evaluación externa de la CONEAU, llevada a cabo durante el año 2004. Para ese entonces la Universidad contaba con la experiencia de dos evaluaciones externas anteriores realizadas en 1998 y 2000, por parte de consultoras privadas, que sirvieron de referencia para la Autoevaluación Institucional iniciada en 2002. A partir de la autorización definitiva la UCP inicia un proceso de creación de nuevas carreras con la intención de atender las demandas socioeconómicas de la región.
Es así que a partir del año 2007 se crearon nuevas carreras con el propósito de brindar una oferta educativa acorde a los requerimientos del contexto sociocultural de la región, interactuando con los diversos sectores del medio. Con posterioridad a la finalización del Informe de Autoevaluación Institucional (IA) se decidió, con base en conclusiones surgidas durante su desarrollo, ampliar el número de facultades de tres a cinco. Es así que en 2014 se modificó la estructura de facultades pasando a estar constituida por Unidades Académicas.
Desde ese entonces, la Universidad de la Cuenca del Plata se fue consolidando en toda la región, demostrando su ímpetu en la enseñanza universitaria, con un hincapié fundamental en el acompañamiento académico de sus alumnos, poniendo a su alcance herramientas tecnológicas aplicadas al ámbito académico. Entre estas herramientas destacan el Sistema de "Login Alumnos" a través del cual el estudiante puede marcar la asistencia a las diferentes materias, consultar notas, evaluaciones, inasistencias, inscribirse en mesas de exámenes, etc. Además, todo esto se complementa junto a las actualizadas aulas virtuales a las que docentes y estudiantes tienen acceso con un moderno y sofisticado sistema de videoconferencias gracias al partnership que la UCP tiene con Cisco Webex.
El 6 de septiembre del año 2021, fallece en la Ciudad Autónoma de Buenos Aires quien fue el rector y fundador de la Universidad de la Cuenca del Plata, el Magíster Ángel Enrique Rodríguez, producto de las secuelas del COVID-19. Se designa como rectora a partir de este trágico suceso a la Licenciada Florencia Enrique Rodríguez, quien continuará con el legado de la Alta Casa de Estudios.

En el año 2023, la Universidad de la Cuenca del Plata celebra su aniversario de 30 años como institución universitaria. A lo largo de este año de festejos, la Alta Casa de Estudios consolida avances nunca antes vistos, como modernos programas de acompañamiento a la trayectoria académica, especializaciones, cursos y posgrados de alto nivel, la incorporación de la beca "Estudiantes Monitores" y mucho más. 
Además, se inaugura el nuevo edificio para la Facultad de Arquitectura y Diseño en la ciudad de Corrientes. Por otro lado en la Sede Formosa, se inaugura el Laboratorio Aula Taller para la Lic. En Fonoaudiología con instrumentos y tecnología de punta para uso académico y diagnóstico a pacientes en la región. Así mismo, se renueva por completo el programa de beneficios y descuentos para todos aquellos alumnos que formen parte del Nuevo Mundo Cuenca.

## Facultades y Carreras

### Facultad de Arte, Diseño y Comunicación
- Licenciatura en Diseño de Indumentaria y Textil
- Licenciatura en Diseño Gráfico y Multimedia
- Licenciatura en Diseño Industrial
- Licenciatura en Periodismo
- Licenciatura en Publicidad

### Facultad de Ciencias Empresariales
- Contador Público
- Licenciatura en Administración
- Licenciatura en Emprendimiento Turístico y Gestión Hotelera

### Facultad de Ciencias Jurídicas y Políticas
- Abogacía
- Escribanía
- Licenciatura en Criminalística

### Facultad de Ingeniería y Tecnología
- Ingeniería en Alimentos
- Ingeniería en Sistemas de Información
- Licenciatura en Nutrición
- Licenciatura en Sistemas de Información
- Técnico Universitario en Diseño y Programación de Videojuegos

### Facultad de Psicología, Educación y Relaciones Humanas
- Licenciatura en Psicología
- Licenciatura en Fonoaudiologia